# Pukkilansaari
Pukkilansaari är en ö i Finland. Den ligger i Kyro älv och i kommunen Storkyro i den ekonomiska regionen  Kyroland  och landskapet Österbotten, i den sydvästra delen av landet, 300 km norr om huvudstaden Helsingfors. Öns area är 0,4 hektar och dess största längd är 160 meter i sydöst-nordvästlig riktning.